# Ludwig Fellermaier
Ludwig Fellermaier (Vienna, 2 luglio 1930 – Ravensburg, 11 marzo 1996) è stato un politico tedesco.

## Biografia
Dopo aver frequentato le scuole elementari e superiori, Fellermaier fece apprendistato nel commercio all'ingrosso ed ha lavorato dal 1949 al 1953 come montatore presso la Schwäbischen Donau Zeitung di Ulm. Successivamente si è trasferito nell'industria automobilistica, inizialmente ha lavorato come acquirente di auto e responsabile della pubblicità. Ha anche ricoperto il ruolo di Vicepresidente della Südosteuropa-Gesellschaft.

## Carriera politica
Aderisce allo SPD nel 1947, si unì ai giovani socialisti e divenne vice presidente dei giovani socialisti nel sud della Baviera. È stato anche presidente dello SPD nella Svevia meridionale e membro del consiglio direttivo dell'Associazione bavarese dei socialdemocratici. Dal 1960 al 1966 è stato membro del consiglio della città di Neu-Ulm, membro del Bundestag tedesco dal 1965 al 1980, membro del Parlamento europeo dal 1968 al 1989, presidente del gruppo socialista europeo dal 1975 al 1979, presidente della commissione parlamentare mista dell'Associazione CEE/Turchia dal 1979 al 1982.